# Индрадеви (XIII век)
Индрадеви (кхмер. ឥន្ទ្រទេវី; fl. 1181), иногда упоминается как Индрадеви II (кхмер. ឥន្ទ្រទេវីទី២) — королева-консорт Кхмерской империи, супруга короля Джайавармана VII, старшая сестра Джаяраджадеви. Имела влияние на государственные дела, особенно в пользу распространения буддизма. Также известна как педагог и поэтесса.